# سام إزرائيل
سام إزرائيل (بالإنجليزية: Sam Israel)‏ هو شخصية أعمال أمريكي، ولد في 4 مارس 1899 في رودس في اليونان، وتوفي في 11 يونيو 1994 في سياتل في الولايات المتحدة.